# Маунт Плезант (Ајова)
Маунт Плезант (енгл. Mount Pleasant) град је у америчкој савезној држави Ајова. По попису становништва из 2010. у њему је живело 8.668 становника.

## Демографија
Према попису становништва из 2010. у граду је живело 8.668 становника, што је -83 (-0.9%) становника више него 2000. године.
| Група             | 2000.         | 2010.         |
| Белци             | 7.837 (89,6%) | 7.125 (82,2%) |
| Афроамериканци    | 279 (3,2%)    | 373 (4,3%)    |
| Азијати           | 309 (3,5%)    | 382 (4,4%)    |
| Хиспаноамериканци | 157 (1,8%)    | 578 (6,7%)    |
| Укупно            | 8.751         | 8.668         |